# Калимуллин, Самигулла Масифуллович
Калимуллин Самигулла Масифуллович (25 августа 1914, Бакал, Саткинский район — 19 сентября 1989, Уфа) — художник-сценограф. Заслуженный деятель искусств Башкирской АССР (1955). Член Союза художников СССР с 1954 года. Член Союза театральных деятелей (1947). Участник Великой Отечественной войны.

## Биография
В 1940 году окончил Башкирское театрально-художественное училище.
По окончания училища работал директором Баймакского колхозно-совхозного театра, воевал на фронтах Великой Отечественной войны, c 1946 по 1974 годы работал художником Башкирского академического театра драмы в Уфе.
В театре оформил около 30 спектаклей, включая спектакли «Отелло» (1954) У.Шекспира, «Тере мәйет» (1958; «Живой труп») Л. Н. Толстого, «Ул ҡайтты» (1960; «Он вернулся») А. К. Атнабаева, «Онотолған ант» (1967; «Забытая клятва») И. А. Абдуллина, «Нәҙер» (1974; «Обет») З. А. Биишевой, «Похищение девушки» Карима (1958).
Работы художника находятся в коллекциях БГХМ в Уфе, Театрального музея им. А. А. Бахрушина в Москве.

## Выставки
Участник выставок с 1938 года, Декады башкирской литературы и искусства в Москве (1955), Дней культуры БАССР в Ленинграде (1969).
Персональные выставки в Уфе (1964, 1973).

## Награды и звания
- Заслуженный деятель искусств Башкирской АССР (1955)